# Großer Benzer See
Der Große Benzer See ist ein See in der Gemeinde Malente im Kreis Ostholstein in Schleswig-Holstein. Er liegt (schwer zugänglich) westlich des Dorfes Benz / nördlich des Kellersees in unmittelbarer Nähe des Kleinen Benzer Sees. 
Er liegt in der Holsteinischen Schweiz umgeben von einer hügeligen Moränenlandschaft.
Der Große Benzer See hat eine Größe von 13 ha und eine maximale Tiefe von 15,8 m. Der See hat eine ovale Form mit einer Länge von ca. 510 m und einer Breite von ca. 300 m und entwässert in den (100 m entfernt nordwestlich gelegenen) Kleinen Benzer See.
Er wird u. a. vom Wasser des südöstlich gelegenen Schwonausees gespeist.